# Jan Heldebolle
Jan Heldebolle is de naam van twee burgemeesters van Brugge:
- Jan I Heldebolle (ca. 1325 - 8 april 1386)
- Jan II Heldebolle (ca. 1360 - na 1428)

## Jan I Heldebolle
Jan Heldebolle, zoon van Pieter Heldebolle, was poorter van Brugge en makelaar.
In 1355-1356 en 1358-1359 werd hij schepen en in 1359-1360 raadslid. Maar nog in het jaar 1359 werd hij, samen met andere stadsbestuurders, door graaf Lodewijk van Male (1330-1384) verbannen als aanhangers van de Gentse volgelingen van de vermoorde Jacob van Artevelde  (1290-1345). De verbanning duurde amper een jaar en door de oorkonde van 10 september 1361 kreeg Heldebolle, zoals 180 andere bannelingen, genade en keerde hij terug. In 1363-1364 was hij zelfs burgemeester van de raadslieden. In de volgende twintig jaar kwam hij echter niet meer voor onder de stadsbestuurders: daar zorgde Lodewijk van Male voor.
Op 3 mei 1382 werd de Slag op het Beverhoutsveld geleverd, waarbij de Bruggelingen, voornamelijk aanhangers van de graaf door de Gentenaars van Filips van Artevelde (1340-1382) zwaar verslagen werden. Lodewijk was niet meer bij machte terug te slaan en liet het bestuur over aan zijn schoonzoon en opvolger Filips de Stoute (1342-1404). Met de hulp van Frankrijk overwon deze op de Gentenaars tijdens de Slag bij Westrozebeke op 27 november 1382. 
In Brugge werd op verzoening aangestuurd, en in 1383-1384 werd Heldebolle opnieuw schepen, in 1384-1385 burgemeester van de raadsleden en in 1385-1386 burgemeester van de schepenen. Tijdens de uitoefening van deze hoogste functie overleed hij op 8 april 1386. 

## Jan II Heldebolle
Jan II Heldebolle was een familielid, het meest waarschijnlijk een zoon van Jan I Heldebolle. Hij was poorter van Brugge en makelaar. In 1397 was hij deken van de makelaars. 
Hij volgde bijna onmiddellijk Jan I Heldebolle op en doorliep het volgende curriculum als stadsbestuurder:
- 1388-1389: burgemeester van de raadsleden
- 1389-1390: burgemeester van de schepenen
- 1391-1392: raadslid
- 1399-1400: schepen
- 1400-1401: eerste schepen
- 1401-1402: eerste schepen
- 1402-1403: schepen
- 1404-1405: schepen
- 1405-1406: eerste raadslid
- 1406-1407: schepen
- 1413-1414: eerste schepen
- 1414-1415: eerste raadslid
- 1417-1418: schepen
- 1419-1420: eerste raadslid
- 1421-1422: raadslid
- 1423-1424: raadslid
- 1425-1426: eerste raadslid
- 1427-1428: eerste raadslid.

Gedurende veertig jaar behoorde Jan Heldebolle tot de bestuurders van de stad. Als voormalig burgemeester van schepenen had hij permanent zitting in de tweede bank, zodat zijn invloed in die periode bestendig groot bleef. 
Heldebolle was vanaf 1389 voogd van het gasthuis Onze-Lieve-Vrouw ter Potterie. Hij was voogd van de Bogardenschool en -klooster, vanaf 1393 tot aan zijn dood. Vanaf 1393 was hij ook voogd van het Sint-Janshospitaal.
In 1403 stichtte hij in de Sint-Donaaskathedraal een broederschap van de Heilige Drievuldigheid. Hij deed dit samen met Joris Braderic, Jan Honin, Jan Camphin, Nicolaas Barbesean en Jan Hoste.
Op 24 mei 1407 werd hij als schepen uit zijn ambt ontheven en samen met verschillende andere stadsbestuurders door hertog Jan zonder Vrees verbannen. Na weinige jaren werd deze straf opgeheven en vanaf 1413 behoorde hij opnieuw tot het stadsbestuur.

## Bron
- Stadsarchief Brugge, Register van de Wetsvernieuwingen.